# Nederlandse kampioenschappen schaatsen afstanden 2016 - 1500 meter vrouwen
De Nederlandse kampioenschappen schaatsen afstanden 2016 - 1500 meter vrouwen worden gehouden in december 2015 in Thialf, Heerenveen. 
Titelverdedigster is Ireen Wüst die de titel pakte tijdens de Nederlandse kampioenschappen schaatsen afstanden 2015

## Uitslag
| #      | Schaatser              | Tijd    |
| ------ | ---------------------- | ------- |
| Goud   | Jorien ter Mors        | 1.55,56 |
| Zilver | Ireen Wüst             | 1.56,82 |
| Brons  | Marrit Leenstra        | 1.57,68 |
| 4      | Marije Joling          | 1.58,18 |
| 5      | Antoinette de Jong     | 1.58,79 |
| 6      | Jorien Voorhuis        | 1.58,94 |
| 7      | Melissa Wijfje         | 1.59,09 |
| 8      | Annouk van der Weijden | 1.59,26 |
| 9      | Reina Anema            | 1.59,68 |
| 10     | Diane Valkenburg       | 1.59,97 |
| 11     | Linda de Vries         | 2.00,00 |
| 12     | Irene Schouten         | 2.00,24 |
| 13     | Sanneke de Neeling     | 2.00,56 |
| 14     | Yvonne Nauta           | 2.00,57 |
| 15     | Carlijn Achtereekte    | 2.00,74 |
| 16     | Esther Kiel            | 2.01,04 |
| 17     | Roxanne van Hemert     | 2.01,75 |
| 18     | Sanne van der Schaar   | 2.02,83 |
| 19     | Lotte van Beek         | 2.03,04 |
| 20     | Julia Berentschot      | 2.03,62 |
| 21     | Esmee Visser           | 2.04,07 |
| 22     | Miranda Dekker         | 2.04,69 |

1987 · 
1988 · 
1989 · 
1990 · 
1991 · 
1992 · 
1993 · 
1994 · 
1995 · 
1996 · 
1997 · 
1998 · 
1999 · 
2000 · 
2001 · 
2002 · 
2003 · 
2004 · 
2005 · 
2006 · 
2007 · 
2008 · 
2009 · 
2010 · 
2011 · 
2012 · 
2013 · 
2014 · 
2015 · 
2016 · 
2017 · 
2018 · 
2019 · 
2020 · 
2021 · 
2022 · 
2023 · 
2024 · 
2025